# Mata de Cuéllar
Mata de Cuéllar es un municipio de España, en la provincia de Segovia, comunidad autónoma de Castilla y León junto a la provincia de Valladolid por cuyo término discurre el curso del rio Cega.
Tiene una superficie de 20,08 km².
Pertenece a la Comunidad de Villa y Tierra de Cuéllar, siendo cabeza del Sexmo de la Mata, una de las cinco divisiones que tiene la Comunidad.

## Historia
En el municipio estuvo el Monasterio de Nuestra Señora del Pino (41°22′57.72″N 4°28′36.07″O / 41.3827000, -4.4766861) (también conocido como de Nuestra Señora de Gracia o de Nuestra Señora de Gracia del Pino), de agustinos calzados del cual sólo quedan ruinas. Situado a 1,3 km S/SO de la localidad cerca del río Cega.

## Geografía

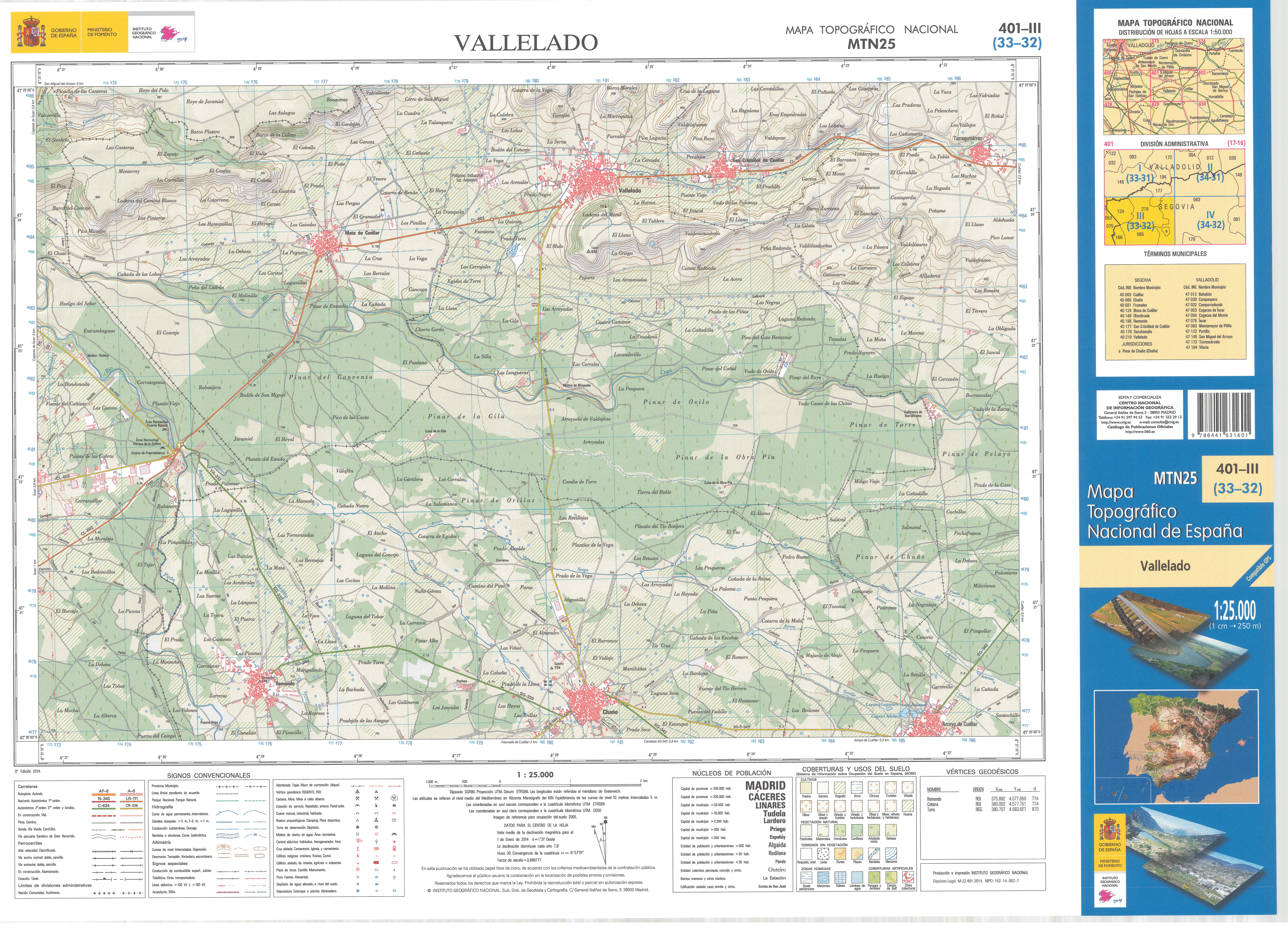
Fragmento de la hoja 401 del Mapa Topográfico Nacional de España de 2014 en el que se representa Mata de Cuéllar

| Noroeste: Cogeces de Íscar (VA)          | Norte: San Miguel del Arroyo (VA) | Noreste: Vallelado |
| Oeste: Cogeces de Íscar (VA), Íscar (VA) |                                   | Este: Vallelado    |
| Suroeste: Íscar (VA)                     | Sur: Chañe                        | Sureste: Vallelado |

## Geografía humana

### Demografía
Cuenta con una población de 263 habitantes (INE 2024).

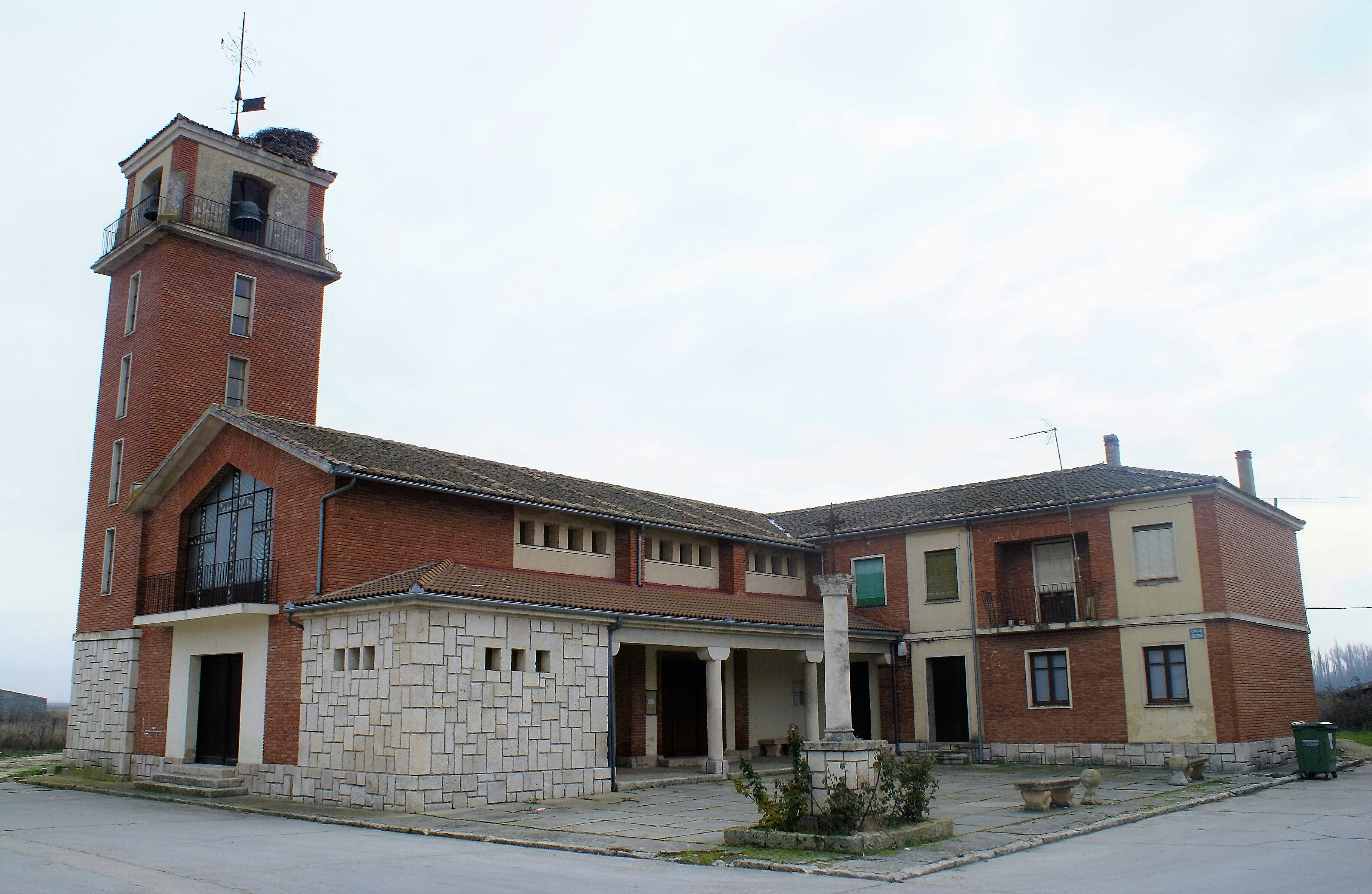
Iglesia de San Esteban

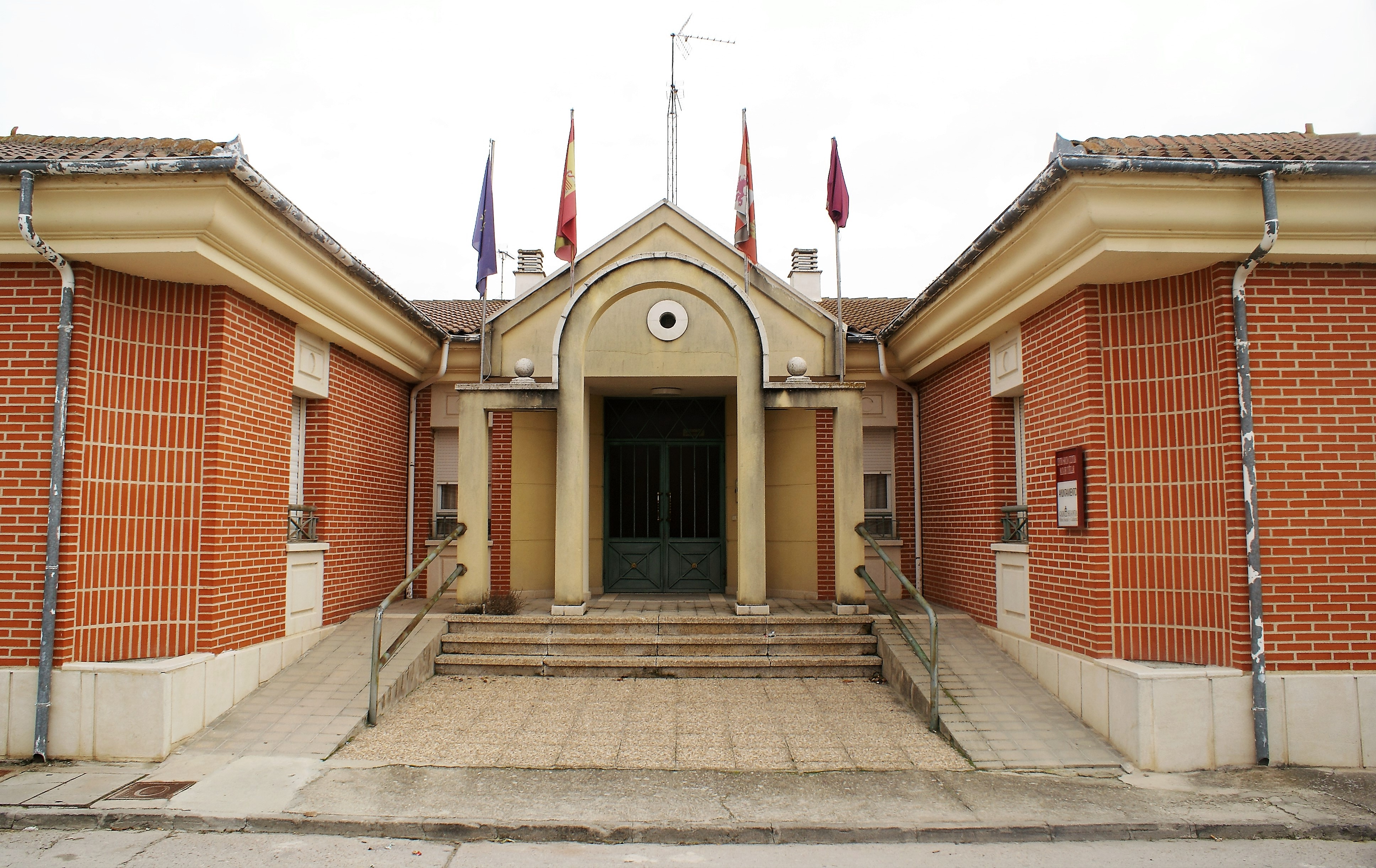
Casa consistorial

| Gráfica de evolución demográfica de Mata de Cuéllar entre 1842 y 2021                                                 |
| |
| Población de derecho según los censos de población del INE. Población de hecho según los censos de población del INE. |

| 317           | 331 | 321 | 301 | 313 | 308 | 300 | 291 | 279 | 266 | 264 | 253 | 263 |
| (Fuente: INE) |     |     |     |     |     |     |     |     |     |     |     |     |

## Administración y política
| Periodo   | Nombre                                                                | Partido       |
| --------- | --------------------------------------------------------------------- | ------------- |
| 1979-1983 | Florentino Pascual Chicote                                            | PRE           |
| 1983-1987 | Eudoro Marinero Martín (1983-1984)Mario Martín García (1984-1987)     | PSOE          |
| 1987-1991 | Alfredo Sancho Albertos                                               | Independiente |
| 1991-1995 | Juan Manuel Núñez Sancho (1991-1994)Antonio Oviedo García (1994-1995) | Independiente |
| 1995-1999 | Gaspar Muñoz Sangrador (1995-1996)Jorge Manso Barceló (1996-1999)     | Independiente |
| 1999-2003 | Jorge Manso Barceló                                                   | Independiente |
| 2003-2007 | José Antonio González Muñoz (2004?-2007)                              | C. Gest.      |
| 2007-2011 | José Antonio González Muñoz                                           | PP            |
| 2011-2015 | Luis Javier Muñoz Puentes                                             | PP            |
| 2015-2019 | Lorenzo Gómez Esteban                                                 | PP            |
| 2019-2023 | Lorenzo Gómez Estebán                                                 | PP            |
| 2023-act. | Lorenzo Gómez Esteban                                                 | PP            |